# TOP Oss
TOP Oss (afkorting van Tot Ons Plezier Oss), tot 1994 TOP genoemd en van 2009 tot 2018 FC Oss, is een betaaldvoetbalorganisatie uit Oss (Noord-Brabant). Vanaf het seizoen 2018/19 heeft de club weer de naam TOP Oss, zoals de club tussen 1994 en 2009 ook heette. De club speelt sinds het seizoen 2011/12 onafgebroken in de Eerste divisie.

## Geschiedenis
Volgens overlevering voetbalden Toon Steinhauser en de broers Piet en Cor van Schijndel altijd in Oss op een plein na schooltijd. Op 9 april 1928 besloten zij een vereniging op te richten. KMD (Klein Maar Dapper) werd als naam gekozen, maar toen bleek dat meer clubs die naam hadden viel de keuze op TOP (Tot Ons Plezier).

### Eind jaren veertig: De aanloop naar het profvoetbal
Eind jaren 40 speelde TOP reeds geruime tijd in de top van de Tweede Klasse A. Eerst onder trainer Jan Bijl, en later nam Janus Spijkers het roer over. De ontlading was ook groot toen de club eindelijk het kampioenschap in 1949 had gewonnen. In de Tweede Klasse A, werd in de beslissingswedstrijd thuis tegen naaste concurrent VV DESK
uit Kaatsheuvel gespeeld. Het stadion aan de Hescheweg was in deze wedstrijd uitverkocht, terwijl het gemiddeld aantal toeschouwers van 2500 dat seizoen ook hoog was. Het kampioenschap gaf recht op een plek in de nacompetitie voor promotie naar de Eerste Klasse. Hierin was coach Janus Spijkers niet in staat om met zijn ploeg het succes in de competitie te herhalen. Met dit succes had TOP echter zijn naam wel gevestigd in de (sub)top van het Nederlands voetbal.

### Jaren vijftig: debuut in het betaald voetbal
In 1954 besloot het bestuur van TOP een proflicentie aan te vragen om niet achter te blijven bij de andere clubs die het betaalde voetbal ingingen. Met ingang van het seizoen 1955/56 nam TOP deel aan de profcompetitie van de KNVB. Het eerste jaar sloot TOP af met 15 punten uit 30 wedstrijden, bij een publieke belangstelling van gemiddeld 5000 toeschouwers. In dit eerste seizoen was Piet Timmermans de clubtopscorer. Het volgende jaar werd de club laatste in de Tweede Divisie B en daarom werd besloten terug te keren naar de amateurs. Zo kwam er een einde aan twee jaar betaald voetbal.

### Jaren 60 t/m 80: gloriejaren als regioclub
Na de terugkeer naar het amateurvoetbal nam TOP weer deel aan de tweede klasse van het amateurvoetbal. Via deze tweede klasse wist de club zich gestaag op te werken tot een topclub in het Nederlands amateurvoetbal. Na twee seizoenen werd TOP namelijk in 1959 kampioen, waarmee een promotie naar de Eerste Klasse werd gerealiseerd. Hierna is de club gegroeid tot een topclub in de Hoofdklasse, en wist men twee keer de KNVB Districtsbeker te winnen, namelijk in de jaren '60 en '70.
In de jaren '80 wist TOP twee keer de Hoofdklasse C te winnen. De grote belangstelling vanuit de gemeente Oss, samen met de sportieve resultaten, en het financiële draagvlak resulteerde in een groter groeiende behoefte aan een terugkeer naar het betaald voetbal, wat men nog kende uit de jaren '50.

### Jaren negentig: terugkeer in het betaald voetbal
In 1991 keerde TOP terug in het betaalde voetbal. Een marktonderzoek leek uit te wijzen dat er voldoende draagvlak voor zou zijn. Ook de KNVB ondersteunde de overgang naar de Eerste divisie omdat aan alle voorwaarden, zowel sportief als financieel, kon worden voldaan. Het bestuur wist de leden ervan te overtuigen dat TOP (opnieuw) de stap naar het betaalde voetbal wilde en moest maken. Uiteindelijk stemde de vergadering toe.
In de beginjaren pendelde TOP onder de trainers Piet Schrijvers, Bram Braam en Hans Dorjee heen en weer tussen de middenmoot en de onderste regionen van de eerste divisie. In het eerste seizoen werd TOP 19e in de eerste divisie en schakelden ze in het bekertoernooi eredivisionist FC Volendam uit na strafschoppen. In het tweede seizoen werd TOP 9e en schakelde het weer een eredivisionist uit in het bekertoernooi. Dit keer werd de verliezend finalist van het vorige jaar Roda JC verslagen en TOP mocht in de achtste finale een uitwedstrijd tegen Feyenoord spelen; die ging met 3-1 verloren. Vanaf het seizoen 1994/95 veranderde de naam van TOP in TOP Oss. Smaakmakers in deze periode waren onder andere Thijs Waterink, Remco Torken en Peter Wubben. Laatstgenoemde heeft tevens het eerste doelpunt na de terugkeer in het profvoetbal tegen SC Heerenveen gemaakt. Toen Adrie Koster in 1995/96 trainer werd, werden de prestaties constanter. Yuri en Tim Cornelisse braken door en TOP Oss werkte zich op tot stabiele middenmoter. Tevens wist Jerry Taihuttu in 1996 een unieke statistiek op zijn naam te schrijven door in 1 wedstrijd 6x te scoren. Dit was in de met 7-2 gewonnen wedstrijd tegen FC Eindhoven. Hiermee is Taihuttu samen met Johan Cruijff en Marco van Basten de enige speler die zo vaak in een profwedstrijd wist te scoren. Twee seizoenen later nam Lex Schoenmaker de fakkel over van Koster en onder hem maakte TOP een succesvol seizoen door. Na het vice-winterkampioenschap werd door een mindere tweede seizoenshelft de nacompetitie op een haar na gemist.
Vervolgens braken magere jaren aan. In het tweede seizoen onder Schoenmaker en onder diens opvolger Jan Versleijen gleed TOP af naar de kelder van de Eerste divisie. Wel werd het stadion grondig verbouwd van een naar drie zittribunes.

### Jaren 2000: ontwikkeling tot middenmoter in deEerste Divisie
Ook onder Wim van Zwam werden de prestaties niet aanzienlijk verbeterd. In 2000/2001 was het slechts aan topscorer Jansen (30 goals) te danken dat TOP Oss 10e werd, maar na zijn vertrek eindigde de club als laatste met honderd tegendoelpunten. In dit seizoen nam keeper Raymond Koopman na 10 jaar en meer dan 300 duels afscheid van TOP en het betaald voetbal.
Vanaf 2002/03 werd het roer omgegooid. Het duo Bert Zwanenburg en Harry van den Ham renoveerde de organisatie en de selectie. Via een driejarenplan moest TOP Oss de weg omhoog zien te vinden. Het eerste seizoen was meteen het succesvolste met de 9e plek in de eindstand. De twee daaropvolgende seizoenen was een dalende lijn te bespeuren (11e en 16e) en Van den Ham vertrok.
Zijn opvolger Hans de Koning leek met TOP Oss op weg naar een abominabel seizoen toen het team plotseling de geest kreeg en voor het eerst in de geschiedenis een periodetitel won. De supporters lieten zich gedurende het seizoen in steeds groteren getale zien. De beloning voor de periodewinst was deelname aan de play-offs om promotie. In de eerste ronde werd AGOVV Apeldoorn geklopt en in de tweede ronde vonden vervolgens drie heroïsche confrontaties met NAC Breda plaats. Na de 0-0 thuis kwam TOP Oss in de return in Breda van een 2–0 achterstand terug tot 2–2 en dwong zo een allesbeslissende derde wedstrijd af. In een uitverkocht en sfeervol stadion wist TOP Oss met spelers zoals Marcel van der Sloot, Wilko de Vogt, Charles Kazlauskas, en Dirk Schoofs opnieuw NAC Breda van winst af te houden (1–1). Pas in de verlenging delfden de Ossenaren het onderspit (1–3). Het volgende seizoen kon TOP Oss de hoge verwachtingen niet waarmaken. De selectie bleef intact, maar het aantal nederlagen en tegendoelpunten was veel te hoog om een rol van betekenis te spelen en TOP Oss werd dan ook kleurloos 17e. Een seizoen later kroonde Hans de Koning zich definitief tot succesvolste coach van TOP Oss ooit door voor de tweede keer in drie jaar de play-offs te bereiken, ditmaal door een achtste plaats in de eindrangschikking. In het seizoen 2008/09 mocht TOP Oss, door het winnen van de vijfde periode, wederom meedoen aan de play-offs, maar promotie werd wederom niet afgedwongen.

### Identiteitsverandering 2009
In het seizoen 2009/10 onderging de club een gedaantewisseling. De naam van de club veranderde van TOP Oss naar FC Oss en ook de clubkleuren, het logo en het stadion werden aangepast. Jong TOP Oss werd opgeheven en de jeugdopleiding werd samengevoegd met die van N.E.C. en ging spelen onder de naam N.E.C./FC Oss.

### De jaren als FC Oss (2009-2018)
Op 23 april 2010 eindigde de club als laatste op de ranglijst van de Jupiler League, en FC Oss was daardoor aanvankelijk gedegradeerd naar de nieuw te vormen Topklasse. Door het faillissement van SC Veendam op 12 mei 2010 leek FC Oss toch in de Jupiler League te kunnen blijven spelen, maar door de vernietiging van het faillissement van BV Veendam op 4 juni 2010, degradeerde FC Oss alsnog naar de Topklasse.
Het jaar daarop werd FC Oss, onder leiding van Dirk Heesen kampioen van de Topklasse zondag. Belangrijke spelers waren onder andere Geoffrey Galatà, Roel van de Sande en
clubtopscorer Jean Black. Ondanks de degradatie was de publieke belangstelling met gemiddeld ~2000 supporters nog onverminderd. Het algeheel amateurkampioenschap tegen zaterdagkampioen IJsselmeervogels werd verloren. IJsselmeervogels wilde niet gebruik maken van het promotierecht waarna dat recht bij FC Oss terechtkwam. De club maakte daar gebruik van en keerde in 2011 terug naar de Eerste divisie. Op deze manier werd de club niet alleen kampioen van het derde niveau van de voetbalpiramide, maar keerde de club ook direct weer terug naar de Eerste divisie. Hiermee was dit de tweede keer in de historie is dat TOP naar de eerste divisie promoveert (eerder in 1991). Deze terugkeer pakte goed uit en de ploeg eindigde in de middenmoot.
Desondanks is op 27 april 2012 afscheid genomen van clubman Dirk Heesen. Zijn contract werd na negentien jaar dienst als speler, jeugdtrainer, assistent-trainer en hoofdcoach, niet verlengd. Een overgang van Anton Janssen van N.E.C. naar FC Oss werd in februari 2012 bekendgemaakt. Spelers als Simone, Van der Sloot en Van de Sande werden behouden en er kwamen versterkingen, zoals Ossenaar Koopmans.
In september 2013 vertrok Janssen als hoofdtrainer naar N.E.C. Gert Aandewiel volgde hem op. Rein Baart werd zijn assistent-coach.
Nadat de club in het seizoen 2013/14 op 19e plaats was geëindigd, veranderde er het nodige bij FC Oss aan het begin van het seizoen 2014/15. Willy Boessen werd de nieuwe trainer van FC Oss en nieuwe spelers als Kevin van Veen, Jordi Balk, Istvan Bakx, Dean van der Sluys en een aantal gehuurde spelers van onder andere Willem II behoorde tot de selectie van FC Oss. Van Veen maakt tot en met januari 2015 16 treffers. Net voor het sluiten van de winterse transferperiode verkocht FC Oss Kevin van Veen aan Scunthorpe United (League One in Engeland), voor ongeveer €300.000.
Op 27 februari werd FC Oss tweede achter N.E.C. om de derde periodekampioenschap. Doordat N.E.C. de eerste periode al had gewonnen kreeg FC Oss deze derde periode. Hierdoor is de club verzekerd van de nacompetitie op het einde van het seizoen.
In 2017 vierde de club de mijlpaal van het 25ste seizoen in de Eerste Divisie. In de laatste wedstrijd van het seizoen waren er festiviteiten. Tevens nam Joep van den Ouweland in deze wedstrijd afscheid als profvoetballer. Hij deed dit in de wedstrijd tegen de Graafschap. De club waar hij net als in Oss ook 5 jaar heeft gespeeld.

### Terug als TOP Oss
In het najaar van 2017 werd bekend dat de club vanaf het seizoen 2018/19 weer onder de naam TOP Oss zou gaan spelen. Per 1 juli 2018 is de voormalige naam nieuw leven ingeblazen. Tevens werd deze naamswijziging gebruikt om een nieuw clublogo te introduceren. Dit logo is samen met de supporters gekozen, en combineert elementen van de voorgaande logo's. Hiermee doet het recht aan de volledige clubhistorie.
Het eerste seizoen na de naamswijziging was meteen de meest succesvolle uit de clubhistorie. Smaakmakers zoals Bryan Smeets, Hüseyin Doğan, Nick Olij, en Ragnar Oratmangoen droegen bij aan zeer attractief voetbal. Met meer dan 60 punten, een 6de plek in de competitie, een positief doelsaldo (+8), en de halve finale van de nacompetitie werden de begrotingstechnische verwachtingen ruim overschreden. Daarnaast zijn ook sportieve hoogtepunten geboekt met bijvoorbeeld uitoverwinningen bij FC Twente, NEC, Go Ahead Eagles, en Sparta. Als gevolg hiervan wisten ook meer supporters de weg naar het stadion te vinden. Zo was de thuiswedstrijd tegen Sparta in de nacompetitie met meer dan 4300 toeschouwers bijna uitverkocht.

### Recente jaren
In het seizoen 2019/20 was TOP wisselvallig. In het KNVB Bekertoernooi werd onder andere via een stadsderby tegen derdedivisionist OSS '20 de achtste finale gehaald. In deze derde ronde was AZ Alkmaar de tegenstander in het Frans Heesen Stadion. In de competitie waren de resultaten wisselvallig en werden weinig punten gehaald. Het seizoen werd echter voortijdig afgebroken door de maatregelen in de bestrijding van de COVID-19-uitbraak. In het seizoen 2020/21 eindigde TOP Oss op een verdienstelijke tiende plek in de Keuken Kampioen Divisie. In het voorjaar van 2021 maakte de club bekend dat het aflopende contract van trainer Klaas Wels niet verlengt zou worden. Hij werd opgevolgd door de Belg Bob Peeters. Daarnaast dwongen Ruben Roosken en Philippe Rommens beiden een transfer naar de Eredivisie af. Peeters zijn contract werd niet verlengd en hiervoor in de plaats wordt bij aanvang van seizoen 2022/23 trainer Kristof Aelbrecht aangesteld. Dit seizoen eindigde TOP op een teleurstellende 17de plek. Tevens wordt er afscheid genomen van clubicoon en assistent trainer Marcel van der Sloot.
In het seizoen 2024/25 eindigde TOP Oss onder hoofdtrainer Sjors Ultee op de zestiende plaats in de Keuken Kampioen Divisie met 38 punten. Daarmee presteerde Ultee beter dan de twee seizoenen ervoor. Onder Ruud Brood werd TOP Oss in seizoen 2023/24 immers 18e in de 1e Divisie.

## Namen van de club
TOP heeft door de jaren heen verschillende namen gehad. Hieronder staat een historisch overzicht:
| Jaar | Naamsverandering                                                                                                   |
| ---- | --- |
| 1928 | Ontstaan van voetbalclub Klein Maar Dapper (K.M.D.) in Oss.                                                        |
| 1928 | In hetzelfde jaar wordt de naam gewijzigd naar sv Tot Ons Plezier (T.O.P.).                                        |
| 1994 | T.O.P. promoveert in 1991 naar de Eerste Divisie. In 1994 wordt de plaatsnaam toegevoegd aan de clubnaam: TOP Oss. |
| 2009 | De naam wordt naar FC Oss gewijzigd.                                                                               |
| 2018 | Naamsverandering. De door supporters zo geliefde letters T.O.P. worden weer in ere hersteld: TOP Oss.              |

## Erelijst
- Periodekampioen Eerste divisie

seizoen 2005/06 - 3de periode
seizoen 2008/09 - 5de periode
seizoen 2014/15 - 3de periode
- Play-offs naar Eredivisie

seizoen 2005/06
seizoen 2006/07
seizoen 2008/09
seizoen 2014/15**
seizoen 2018/19
- Kampioen Topklasse Zondag

seizoen 2010/11**
- Promotie naar Eerste Divisie

seizoen 1991/92*
seizoen 2010/11**
- Algeheel Kampioenschap Zondagamateurs

seizoen 1985/86*
seizoen 2010/11**
- Kampioen Zondag Hoofdklasse B

seizoen 1985/86*
seizoen 1987/88*
seizoen 1990/91*
- Kampioen Tweede Klasse

seizoen 1948/49*
seizoen 1958/59*
- Winnaar Districtsbeker Zuid I

seizoen 1963/64 *
seizoen 1972/73 *
* TOP
** FC Oss 

## Clubcultuur

### Clublied
Het clublied van TOP wordt voor aanvang van elke thuiswedstrijd in het Frans Heesen Stadion gespeeld.

### Mascotte
De mascotte van TOP Oss is Ozzie. Ozzie is een os die het rood wit gestreepte shirt van de club draagt. Ozzie is altijd aanwezig bij activiteiten van de kidsclub, en loopt ook in de rust van elke thuiswedstrijd door het stadion.

### Fanatieke aanhang
De fanatieke supporters van TOP Oss zitten op de C-tribune achter de goal. Onder de C-tribune is niet alleen de amateurtak van de club (SV TOP) gevestigd, maar ook het supportershome van Vak C.

### Rivaliteit
Sinds de terugkeer in het betaald voetbal (1992) heeft TOP Oss een sportieve rivaliteit met FC Den Bosch. Daar beide stadions slechts 20 km van elkaar liggen is er dan ook sprake van een derby die door beide supportersgroepen fanatiek wordt beleefd.

## Stadion
TOP speelt sinds 1946 aan de Heescheweg. Het complex is in die jaren uitgegroeid tot een multifunctioneel stadion (Frans Heesen Stadion).
Het stadion bestaat uit 3 tribunes met een totale capaciteit van 4750 supporters. Aan de vierde zijde is als onderdeel van de talentencampus een school gebouwd. In de periode 2016-2018 is het stadion verder verbouwd. Het resultaat hiervan is dat o.a. de hoofdtribune grondig is gerenoveerd. Deze huisvest nu ook een restaurant, business club en meerdere skyboxen.
Tijdens reguliere competitiewedstrijden zitten er ongeveer 2000 supporters op de tribune.

## Organisatie
| Directie         |           |                     |      |
| Joep Kemkens     | Nederland | Voorzitter          |      |
| Bas van Rossum   | Nederland | Algemeen directeur  | 2023 |
| Linton Posthumus | Nederland | Technisch directeur | 2023 |

Laatste update: 18 augustus 2023

## Eerste elftal

### Selectie
| Nr.           | Naam                 | Nationaliteit | Contract | Vorige club   |  |
| ------------- | -------------------- | ------------- | -------- | ------------- |  |
| Doelmannen    |                      |               |          |               |  |
| 1             | Mike Havekotte       | Nederland     | 2027     | Helmond Sport |  |
| nnb           | Sil Milder           | Nederland     | 2026     | Vitesse       |  |
| Verdedigers   |                      |               |          |               |  |
| 2             | Leonel Miguel        | Nederland     | 2026     |               |  |
| 4             | Xander Lambrix       | België        | 2026     | Roda JC       |  |
| 21            | Thomas Cox           | Nederland     | 2027     | N.E.C.        |  |
| 5             | Jules van Bost       | België        | 2026     |               |  |
| Middenvelders |                      |               |          |               |  |
| 6             | Mitchell van Rooijen | Nederland     | 2026     |               |  |
| 8             | Marcelencio Esajas   | Nederland     | 2027     |               |  |
| 23            | Delano Vianello      | Nederland     | 2027     |               |  |
| 26            | Julian Kuijpers      | Nederland     | 2027     | N.E.C.        |  |
| Aanvallers    |                      |               |          |               |  |
| nnb           | Tijmen Wildeboer     | Nederland     | 2026     | Almere        |  |
| 75            | Joshua Zimmerman     | Nederland     | 2026     | OH Leuven     |  |
| 17            | Mauresmo Hinoke      | Nederland     | 2027     | FC Dordrecht  |  |
| 11            | Mart Remans          | Nederland     | 2026     |               |  |
| 7             | Luciano Slagveer     | Nederland     | 2026     |               |  |

Laatste update: 18 augustus 2023

### Staf
| Naam             | Nationaliteit | Functie           | Sinds | Contract | Vorige club     |
| ---------------- | ------------- | ----------------- | ----- | -------- | --------------- |
| Technische Staf  |               |                   |       |          |                 |
| Sjors Ultee      | Nederland     | Hoofdtrainer      | 2024  | 2026     | SC Cambuur      |
| Hans van de Haar | Nederland     | Assistent-trainer | 2025  | 2025     |                 |
| Jord Roos        | Nederland     | Assistent-trainer | 2025  |          |                 |
| Nick Lim         | Nederland     | Assistent-trainer | 2024  |          |                 |
| Siem Nijssen     | Nederland     | Keeperstrainer    | 2025  |          |                 |
| Foeke Komans     | Nederland     | Teammanager       | 2025  |          | Go Ahead Eagles |

Laatste update: 25 april 2025

## Overzichtslijsten

### Eindklasseringen
- 1932 7e
Derde klasse D
- 1933 6e
Derde klasse E
- 1934 2e
Derde klasse D
- 1935 1e
Derde klasse D
- 1936 1e
Derde klasse D
- 1937 1e
Derde klasse D
- 1938 2e
Derde klasse E
- 1939 1e
Derde klasse E
- 1940 8e
Noodcompetitie
- 1941 12e
Tweede klasse C
- 1942 3e
Tweede klasse D
- 1943 3e
Tweede klasse D
- 1944 7e
Tweede klasse D
- 1945
- 1946 2e
Tweede klasse B
- 1947 5e
Tweede klasse B
- 1948 3e
Tweede klasse B
- 1949 1e
Tweede klasse A
- 1950 3e
Tweede klasse A
- 1951 5e
Tweede klasse A
- 1952 7e
Tweede klasse A
- 1953 2e
Tweede klasse A
- 1954 6e
Tweede klasse A
- 1955 7e
Tweede klasse A
- 1956 15e
Eerste klasse (prof) C
- 1957 15e
Tweede divisie B
- 1958 3e
Tweede klasse A
- 1959 1e
Tweede klasse A
- 1960 6e
Eerste klasse C
- 1961 8e
Eerste klasse D
- 1962 9e
Eerste klasse E
- 1963 10e
Eerste klasse E
- 1964 8e
Eerste klasse E
- 1965 2e
Eerste klasse E
- 1966 4e
Eerste klasse E
- 1967 3e
Eerste klasse E
- 1968 5e
Eerste klasse E
- 1969 9e
Eerste klasse E
- 1970 7e
Eerste klasse E
- 1971 8e
Eerste klasse E
- 1972 3e
Eerste klasse E
- 1973 9e
Eerste klasse E
- 1974 3e
Eerste klasse E
- 1975 3e
Hoofdklasse C
- 1976 8e
Hoofdklasse C
- 1977 6e
Hoofdklasse C
- 1978 4e
Hoofdklasse C
- 1979 9e
Hoofdklasse C
- 1980 2e
Hoofdklasse C
- 1981 3e
Hoofdklasse C
- 1982 11e
Hoofdklasse C
- 1983 2e
Hoofdklasse C
- 1984 5e
Hoofdklasse C
- 1985 9e
Hoofdklasse C
- 1986 1e
Hoofdklasse C
- 1987 3e
Hoofdklasse C
- 1988 2e
Hoofdklasse C
- 1989 4e
Hoofdklasse C
- 1990 8e
Hoofdklasse C
- 1991 1e
Hoofdklasse C
- 1992 19e
Eerste divisie
- 1993 9e
Eerste divisie
- 1994 18e
Eerste divisie
- 1995 9e
Eerste divisie
- 1996 12e
Eerste divisie
- 1997 11e
Eerste divisie
- 1998 7e
Eerste divisie
- 1999 16e
Eerste divisie
- 2000 18e
Eerste divisie
- 2001 10e
Eerste divisie
- 2002 18e
Eerste divisie
- 2003 9e
Eerste divisie
- 2004 11e
Eerste divisie
- 2005 16e
Eerste divisie
- 2006 11e
Eerste divisie
- 2007 17e
Eerste divisie
- 2008 8e
Eerste divisie
- 2009 14e
Eerste divisie
- 2010 19e
Eerste divisie
- 2011 1e
Derde divisie
- 2012 14e
Eerste divisie
- 2013 10e
Eerste divisie
- 2014 19e
Eerste divisie
- 2015 9e
Eerste divisie
- 2016 19e
Eerste divisie
- 2017 15e
Eerste divisie
- 2018 15e
Eerste divisie
- 2019 6e
Eerste divisie
- 2020 16e
Eerste divisie
- 2021 10e
Eerste divisie
- 2022 15e
Eerste divisie
- 2023 17e
Eerste divisie
- 2024 18e
Eerste divisie
- 2025 16e
Eerste divisie

In elke staaf van de grafiek staat van boven naar beneden vermeld: 
- Eindnotering

Dit is de positie die de club heeft bereikt in de competitie, zonder eventuele beslissings-, play-off- of nacompetitiewedstrijden die nodig zijn geweest om bijvoorbeeld de kampioen van de competitie te bepalen.
Indien een * achter het getal staat is de notering een tussenstand en kan het zijn dat de notering niet overeenkomt met de uiteindelijke eindstand van de competitie.
Staat er een - dan is het seizoen nog bezig en is er geen definitieve uitslag bekend.
Staat er xx op de positie van de notering, dan heeft de club vroegtijdig de competitie verlaten. Dit kan onder andere komen door terugtrekking van het team, faillissement van de club of door een uitgedeelde straf van de KNVB. In veel gevallen staat elders in het artikel de reden vermeld.
Staat er een ? dan is het resultaat uit het verleden onbekend, en is alleen de competitie of het niveau bekend van dat seizoen.
In de seizoenen 2019/20 en 2020/21 werd wegens de coronacrisis het amateurvoetbal afgebroken. Daardoor kennen deze staven geen eindklassering (middels -- weergegeven).
- Competitieniveau en afdelingsletter of Officiële eindstand Eredivisie
  - Competitieniveau en afdelingsletter

Hierbij geeft het getal het niveau weer, dat ook terug te vinden is in de legenda. De letter is de afdelingsaanduiding en wordt gebruikt wanneer er meer afdelingen zijn op hetzelfde niveau. De afdelingsletter is altijd een hoofdletter en wordt meestal zonder nummer gebruikt.
Voorbeeld: 2F is niveau 2e klasse competitie F.
Het competitieniveau en nummer wordt niet vermeld wanneer er slechts één competitie van dit niveau was.
  - Officiële eindstand Eredivisie (getal staat tussen haakjes vermeld)

Sinds de introductie van play-offwedstrijden voor Europees voetbal na afloop van de reguliere competitie in 2005/06, is de KNVB verplicht een eindstand van de Eredivisie door te geven aan de UEFA aan de hand van deze play-offwedstrijden.
Bij deze eindstand staan clubs die zich hebben gekwalificeerd voor Europees voetbal hoger dan clubs die zich niet wisten te kwalificeren. Indien er geen verschil was tussen de eindnotering en de officiële eindstand, staat dit getal niet vermeld.

- Onderafdeling

Hier staat afgekort de naam van de onderafdeling indien de club in dat jaar in een onderafdeling uitkwam. Tevens staat deze afkorting in de legenda en wordt gelinkt naar het artikel over deze onderafdeling. Deze afkorting wordt alleen vermeld wanneer de club in het verleden in verschillende onderafdelingen heeft gespeeld. Deze vermelding is in de staaf altijd in kleine letters. Deze onderafdelingen zijn na het seizoen 1995/96 afgeschaft. Heeft de club in slechts één onderafdeling gespeeld, dan is dit alleen terug te vinden in de legenda.
Onder de staaf staat het jaartal vermeld waarin het seizoen is afgesloten. 15 verwijst naar het seizoen 2014/15 of eventueel het seizoen 1914/15.
Wanneer een staaf leeg is, zijn deze gegevens niet bekend. Het kan ook zijn dat de club dat seizoen niet heeft meegespeeld op het hogere amateurniveau, vroegtijdig de competitie heeft verlaten of uit de competitie is gezet.

In het seizoen 1944/45 was er wegens de Tweede Wereldoorlog geen regulier competitievoetbal.
- Eerste divisie
- Eerste klasse (prof)
- Tweede divisie
- Derde divisie
- Hoofdklasse
- Eerste klasse
- Tweede klasse
- Derde klasse
- Noodcompetitie

- 1955 – 1994: TOP
- 1994 – 2009: TOP Oss
- 2009 – 2018: FC Oss
- 2018 – heden: TOP Oss

### Seizoensoverzichten (betaald voetbal)
| Resultaten van TOP Oss sinds de toetreding in het betaald voetbal in 1955 | Resultaten van TOP Oss sinds de toetreding in het betaald voetbal in 1955 | Resultaten van TOP Oss sinds de toetreding in het betaald voetbal in 1955 | Resultaten van TOP Oss sinds de toetreding in het betaald voetbal in 1955 | Resultaten van TOP Oss sinds de toetreding in het betaald voetbal in 1955 | Resultaten van TOP Oss sinds de toetreding in het betaald voetbal in 1955 | Resultaten van TOP Oss sinds de toetreding in het betaald voetbal in 1955 | Resultaten van TOP Oss sinds de toetreding in het betaald voetbal in 1955 | Resultaten van TOP Oss sinds de toetreding in het betaald voetbal in 1955 | Resultaten van TOP Oss sinds de toetreding in het betaald voetbal in 1955 | Resultaten van TOP Oss sinds de toetreding in het betaald voetbal in 1955 | Resultaten van TOP Oss sinds de toetreding in het betaald voetbal in 1955 | Resultaten van TOP Oss sinds de toetreding in het betaald voetbal in 1955 | Resultaten van TOP Oss sinds de toetreding in het betaald voetbal in 1955                                |
| Seizoen                                                                   | Competitie                                                                | Competitie                                                                | Competitie                                                                | Competitie                                                                | Competitie                                                                | Competitie                                                                | Competitie                                                                | Competitie                                                                | Competitie                                                                | Kwalificatie                                                              | KNVB Beker                                                                | Topscorer                                                                 | Bijzonderheid                                                                                            |
| Seizoen                                                                   | Divisie                                                                   | GW                                                                        | W                                                                         | G                                                                         | V                                                                         | PNT                                                                       | DV                                                                        | DT                                                                        | POS                                                                       | Kwalificatie                                                              | KNVB Beker                                                                | Topscorer                                                                 | Bijzonderheid                                                                                            |
| ------------------------------------------------------------------------- | ------------------------------------------------------------------------- | ------------------------------------------------------------------------- | ------------------------------------------------------------------------- | ------------------------------------------------------------------------- | ------------------------------------------------------------------------- | ------------------------------------------------------------------------- | ------------------------------------------------------------------------- | ------------------------------------------------------------------------- | ------------------------------------------------------------------------- | ------------------------------------------------------------------------- | ------------------------------------------------------------------------- | ------------------------------------------------------------------------- | --- |
| 1955/56                                                                   | Eerste klasse C                                                           | 30                                                                        | 5                                                                         | 5                                                                         | 20                                                                        | 15                                                                        | 40                                                                        | 80                                                                        | 15e                                                                       | Tweede divisie                                                            | Geen bekertoernooi                                                        | Piet Timmermans (12)                                                      | TOP treedt toe tot het betaald voetbal.                                                                  |
| 1956/57                                                                   | Tweede divisie B                                                          | 28                                                                        | 3                                                                         | 8                                                                         | 17                                                                        | 14                                                                        | 42                                                                        | 90                                                                        | 15e                                                                       | –                                                                         | 2e ronde                                                                  | Wim Koelen (8)                                                            | TOP keert vrijwillig terug naar de amateurs.                                                             |
|                                                                           |                                                                           |                                                                           |                                                                           |                                                                           |                                                                           |                                                                           |                                                                           |                                                                           |                                                                           |                                                                           |                                                                           |                                                                           | |
| 1991/92                                                                   | Eerste divisie                                                            | 38                                                                        | 6                                                                         | 10                                                                        | 22                                                                        | 22                                                                        | 40                                                                        | 77                                                                        | 19e                                                                       | –                                                                         | 4e ronde                                                                  | Peter Wubben (20)                                                         | TOP treedt opnieuw toe tot het betaald voetbal.                                                          |
| 1992/93                                                                   | Eerste divisie                                                            | 34                                                                        | 13                                                                        | 9                                                                         | 12                                                                        | 35                                                                        | 49                                                                        | 49                                                                        | 9e                                                                        | –                                                                         | 4e ronde                                                                  | Robert van der Weert (14)                                                 | – |
| 1993/94                                                                   | Eerste divisie                                                            | 34                                                                        | 7                                                                         | 7                                                                         | 20                                                                        | 21                                                                        | 39                                                                        | 69                                                                        | 18e                                                                       | –                                                                         | 2e ronde                                                                  | Robert van der Weert (7)                                                  | – |
| 1994/95                                                                   | Eerste divisie                                                            | 34                                                                        | 14                                                                        | 10                                                                        | 10                                                                        | 38                                                                        | 59                                                                        | 47                                                                        | 9e                                                                        | –                                                                         | Groepsfase                                                                | Thijs Waterink (13)                                                       | Naamsverandering naar TOP Oss                                                                            |
| 1995/96                                                                   | Eerste divisie                                                            | 34                                                                        | 8                                                                         | 15                                                                        | 11                                                                        | 39                                                                        | 46                                                                        | 50                                                                        | 12e                                                                       | –                                                                         | 2e ronde                                                                  | Jay Driessen (12)                                                         | – |
| 1996/97                                                                   | Eerste divisie                                                            | 34                                                                        | 13                                                                        | 8                                                                         | 13                                                                        | 47                                                                        | 46                                                                        | 50                                                                        | 11e                                                                       | –                                                                         | 2e ronde                                                                  | Jerry Taihuttu (17)                                                       | – |
| 1997/98                                                                   | Eerste divisie                                                            | 34                                                                        | 16                                                                        | 4                                                                         | 14                                                                        | 52                                                                        | 59                                                                        | 50                                                                        | 7e                                                                        | –                                                                         | 2e ronde                                                                  | Jerry Taihuttu (24)                                                       | – |
| 1998/99                                                                   | Eerste divisie                                                            | 34                                                                        | 9                                                                         | 10                                                                        | 15                                                                        | 37                                                                        | 43                                                                        | 50                                                                        | 16e                                                                       | –                                                                         | Groepsfase                                                                | Stefan Jansen (13)                                                        | – |
| 1999/00                                                                   | Eerste divisie                                                            | 34                                                                        | 8                                                                         | 3                                                                         | 23                                                                        | 27                                                                        | 35                                                                        | 74                                                                        | 18e                                                                       | –                                                                         | Groepsfase                                                                | Edwin de Wijs (9)                                                         | – |
| 2000/01                                                                   | Eerste divisie                                                            | 34                                                                        | 14                                                                        | 3                                                                         | 17                                                                        | 45                                                                        | 59                                                                        | 67                                                                        | 10e                                                                       | –                                                                         | 3e ronde                                                                  | Stefan Jansen (30)                                                        | Stefan Jansen is topscorer van het seizoen.                                                              |
| 2001/02                                                                   | Eerste divisie                                                            | 34                                                                        | 3                                                                         | 5                                                                         | 26                                                                        | 14                                                                        | 25                                                                        | 100                                                                       | 18e                                                                       | –                                                                         | Groepsfase                                                                | Ron Heesakkers (4), Bas Dreef (4) & Patrick Molendijk (4)                 | – |
| 2002/03                                                                   | Eerste divisie                                                            | 34                                                                        | 13                                                                        | 5                                                                         | 16                                                                        | 44                                                                        | 48                                                                        | 68                                                                        | 9e                                                                        | –                                                                         | 2e ronde                                                                  | Marinus Dijkhuizen (10)                                                   | – |
| 2003/04                                                                   | Eerste divisie                                                            | 36                                                                        | 12                                                                        | 9                                                                         | 15                                                                        | 45                                                                        | 57                                                                        | 60                                                                        | 11e                                                                       | –                                                                         | 1e ronde                                                                  | Danny Guijt (12)                                                          | – |
| 2004/05                                                                   | Eerste divisie                                                            | 36                                                                        | 10                                                                        | 9                                                                         | 17                                                                        | 39                                                                        | 41                                                                        | 66                                                                        | 16e                                                                       | –                                                                         | Kwartfinale                                                               | Marinus Dijkhuizen (9)                                                    | – |
| 2005/06                                                                   | Eerste divisie                                                            | 38                                                                        | 15                                                                        | 10                                                                        | 13                                                                        | 55                                                                        | 51                                                                        | 53                                                                        | 11e                                                                       | Nacompetitie                                                              | 2e ronde                                                                  | Reginald Faria (11)                                                       | Promotiewedstrijden tegen AGOVV Apeldoorn (3–0 & 2–0) en NAC Breda (0–0 & 2–2, beslissingswedstrijd 1–3) |
| 2006/07                                                                   | Eerste divisie                                                            | 38                                                                        | 11                                                                        | 7                                                                         | 20                                                                        | 40                                                                        | 59                                                                        | 78                                                                        | 17e                                                                       | –                                                                         | 2e ronde                                                                  | Marcel van der Sloot (11)                                                 | – |
| 2007/08                                                                   | Eerste divisie                                                            | 38                                                                        | 15                                                                        | 10                                                                        | 13                                                                        | 55                                                                        | 58                                                                        | 61                                                                        | 8e                                                                        | Nacompetitie                                                              | 2e ronde                                                                  | Erik Quekel (16)                                                          | Wedstrijden tegen Helmond Sport (2–2 en 0–3)                                                             |
| 2008/09                                                                   | Eerste divisie                                                            | 38                                                                        | 11                                                                        | 9                                                                         | 18                                                                        | 42                                                                        | 50                                                                        | 63                                                                        | 14e                                                                       | Nacompetitie                                                              | 2e ronde                                                                  | Karim Fachtali (12)                                                       | Promotiewedstrijden tegen FC Dordrecht (0–2 en 0–1)                                                      |
| 2009/10                                                                   | Eerste divisie                                                            | 36                                                                        | 6                                                                         | 11                                                                        | 19                                                                        | 29                                                                        | 42                                                                        | 79                                                                        | 19e                                                                       | Rechtstreekse degradatie                                                  | 2e ronde                                                                  | Joël Tshibamba (5)                                                        | Naamsverandering naar FC Oss                                                                             |
|                                                                           |                                                                           |                                                                           |                                                                           |                                                                           |                                                                           |                                                                           |                                                                           |                                                                           |                                                                           |                                                                           |                                                                           |                                                                           | |
| 2011/12                                                                   | Eerste divisie                                                            | 34                                                                        | 10                                                                        | 5                                                                         | 19                                                                        | 35                                                                        | 56                                                                        | 76                                                                        | 14e                                                                       | -                                                                         | Achtste finale                                                            | Marcel van der Sloot (11) & Tim Nelemans (11)                             | FC Oss keert opnieuw terug in profvoetbal na kampioenschap in Topklasse zondag.                          |
| 2012/13                                                                   | Eerste divisie                                                            | 30                                                                        | 10                                                                        | 7                                                                         | 13                                                                        | 37                                                                        | 40                                                                        | 57                                                                        | 10e                                                                       | –                                                                         | 2e ronde                                                                  | Marcel van der Sloot (9)                                                  | – |
| 2013/14                                                                   | Eerste divisie                                                            | 38                                                                        | 9                                                                         | 4                                                                         | 25                                                                        | 31                                                                        | 49                                                                        | 78                                                                        | 19e                                                                       | –                                                                         | 1e ronde                                                                  | Guyon Philips (10)                                                        | – |
| 2014/15                                                                   | Eerste divisie                                                            | 38                                                                        | 17                                                                        | 5                                                                         | 16                                                                        | 56                                                                        | 73                                                                        | 67                                                                        | 9e                                                                        | Nacompetitie                                                              | 2e ronde                                                                  | Kevin van Veen (16) & Johnatan Opoku (16)                                 | Promotiewedstrijden tegen VVV-Venlo (1–2 en 0–0)                                                         |
| 2015/16                                                                   | Eerste divisie                                                            | 36                                                                        | 7                                                                         | 8                                                                         | 21                                                                        | 29                                                                        | 43                                                                        | 80                                                                        | 19e                                                                       | –                                                                         | 2e ronde                                                                  | Fatih Kamaçi (12) & Felitciano Zschusschen (12)                           | – |
| 2016/17                                                                   | Eerste divisie                                                            | 38                                                                        | 12                                                                        | 5                                                                         | 21                                                                        | 41                                                                        | 67                                                                        | 95                                                                        | 15e                                                                       | –                                                                         | 1e ronde                                                                  | Tom Boere (33)                                                            | Tom Boere is met 33 goals de topscorer van het seizoen                                                   |
| 2017/18                                                                   | Eerste divisie                                                            | 38                                                                        | 12                                                                        | 10                                                                        | 16                                                                        | 46                                                                        | 53                                                                        | 65                                                                        | 15e                                                                       | –                                                                         | 1e ronde                                                                  | Fatih Kamaçi (15)                                                         | – |
| 2018/19                                                                   | Eerste divisie                                                            | 38                                                                        | 18                                                                        | 8                                                                         | 12                                                                        | 62                                                                        | 48                                                                        | 40                                                                        | 6e                                                                        | Nacompetitie                                                              | 2e ronde                                                                  | Hüseyin Doğan (21)                                                        | Naamsverandering naar TOP Oss Promotiewedstrijden tegen Sparta Rotterdam (0–2 & 0–3)                     |
| 2019/20                                                                   | Eerste divisie                                                            | 29                                                                        | 6                                                                         | 7                                                                         | 16                                                                        | 53                                                                        | 25                                                                        | 28                                                                        | 16e                                                                       | Gestaakt seizoen                                                          | Achtste finale                                                            | Philippe Rommens (9)                                                      | Door de coronacrisis is competitie niet afgemaakt. De tussenstand na 26 speelrondes werd de eindstand    |
| 2020/21                                                                   | Eerste divisie                                                            | 38                                                                        | 13                                                                        | 8                                                                         | 17                                                                        | 47                                                                        | 40                                                                        | 57                                                                        | 10e                                                                       | –                                                                         | 1e ronde                                                                  | Mart Remans (11)                                                          | Klaas Wels neemt afscheid na 13 jaar dienstverband en 4,5 jaar hoofdtrainerschap                         |
| 2021/22                                                                   | Eerste divisie                                                            | 38                                                                        | 11                                                                        | 8                                                                         | 19                                                                        | 62                                                                        | 41                                                                        | 48                                                                        | 15e                                                                       | –                                                                         | 1e ronde                                                                  | Kay Tejan (14)                                                            | |
| 2022/23                                                                   | Eerste divisie                                                            | 38                                                                        | 10                                                                        | 7                                                                         | 21                                                                        | 67                                                                        | 37                                                                        | 45                                                                        | 17e                                                                       | –                                                                         | 1e ronde                                                                  | Jearl Margaritha (12)                                                     | Kristof Aelbrecht wordt vroegtijd ontslagen. Technisch directeur Klaas Wels wordt opnieuw hoofdtrainer.  |
| 2023/24                                                                   | Eerste divisie                                                            | 38                                                                        | 10                                                                        | 4                                                                         | 24                                                                        | 34                                                                        | 32                                                                        | 66                                                                        | 18e                                                                       | –                                                                         | 1e ronde                                                                  |                                                                           | |

### Clubstatistieken
| Gespeelde wedstrijden | 636                                     |
| Gewonnen              | 198                                     |
| Gelijkspel            | 143                                     |
| Verloren              | 295                                     |
| Punten                | 697                                     |
| Doelpunten voor       | 861                                     |
| Doelpunten tegen      | 1082                                    |
| Grootste overwinning  | FC Oss - FC Emmen 8-0(2013/2014)        |
| Grootste nederlaag    | SC Heerenveen - FC Oss 11-1 (2011/2012) |

### Spelersstatistieken
| 1.  | Lorenzo Piqué           | 324 |
| 2.  | Rick Stuy van den Herik | 320 |
| 3.  | Raymond Koopman         | 314 |
| 4.  | Dirk Schoofs            | 229 |
| 5.  | Dennis Janssen          | 215 |
| 6.  | Marcel van der Sloot    | 214 |
| 7.  | Wilko de Vogt           | 209 |
| 8.  | Berry Arends            | 202 |
| 9.  | Edwin de Wijs           | 168 |
| 10. | Ruben Jordan            | 164 |
| 11. | Roel van de Sande       | 157 |
| 12. | Thijs Waterink          | 153 |
| 13. | Davy Zafarin            | 151 |
| 14. | Leon van Dalen          | 147 |
| 15. | Istvan Bakx             | 145 |
| 16. | Mischa Rook             | 140 |
| 17. | Fatih Kamaçi            | 136 |
| 18. | Lion Kaak               | 134 |
| 19. | Jay Driessen            | 132 |

| 1.  | Marcel van der Sloot | 58 |
| 2.  | Edwin de Wijs        | 50 |
| 3.  | Stefan Jansen        | 43 |
| 4.  | Jerry Taihuttu       | 41 |
| 5.  | Thijs Waterink       | 41 |
| 6.  | Erik Quekel          | 36 |
| 7.  | Fatih Kamaçi         | 35 |
| 8.  | Tom Boere            | 33 |
| 9.  | Marinus Dijkhuizen   | 30 |
| 10. | Remco Torken         | 29 |

## Voetbalacademie
In 1992 werd, samen met de terugkeer naar het betaald voetbal, de TOP Oss jeugdopleiding opgericht. Samen met de reorganisatie die leidde tot de naamswijziging; fuseerde de opleiding van TOP met die van NEC Nijmegen. Deze gecombineerde voetbalacademie heeft van 2009 tot 2019 bestaan onder de naam ‘’NEC Nijmegen/FC Oss Voetbalacademie’’ (later werd dat NEC Nijmegen/TOP Oss). De academie gaat sinds 1 juli 2019 weer door het leven als Voetbalacademie NEC en valt weer volledig onder NEC. Echter, TOP werkt nog steeds samen binnen deze jeugdopleiding met NEC.
Zowel de uit de individuele, als de gecombineerdeerde voetbalacademie zijn verschillende voetballers doorgestroomd naar het betaald voetbal. In het onderstaand overzicht staat een selectie van doorgebroken jeugdspelers van TOP.

### Doorgebroken spelers
- Žarko Grabovac
- Stefan Toonen
- Roy Landers
- Erik Quekel
- Marc Peters
- Koen van der Biezen
- Bart van Hintum
- Ragnar Oratmangoen
- Richard Arends
- Regilio Jacobs
- Tony de Groot
- Aram Pusters
- David Ririhena
- Marc Harlaux
- Vincent Janssen
- Marc van Hintum
- Joost Ebergen
- Dean van der Sluys
- Rob van Sonsbeek
- Dennis Janssen
- Mimoun Eloisghiri
- Cihat Çelik
- Dammyano Grootfaam
- Sjors de Bruijn
- Luuk Koopmans
- Arnaut Danjuma
- Richard van der Venne
- Jan Ruijs
- Sam Kersten

### Erelijst VA NEC/TOP Oss
- N.E.C./TOP Oss A1: Eerste divisie B 2010
- N.E.C./TOP Oss A1: Finalist beker 2016
- N.E.C./TOP Oss B1: Bekerwinnaar 2017

## Internationals met een link naar TOP

### Nederlands Elftal
Verschillende spelers die in de jeugdopleiding van TOP hebben gespeeld, hebben later hun debuut gemaakt in Oranje. Voorbeelden zijn Marc van Hintum, Vincent Janssen en Arnaut Danjuma. Ook heeft Ossenaar Cihat Çelik tijdens zijn gehele jeugdopleiding bij TOP in alle jeugdelftallen (t/m Nederlands Beloftenelftal) gespeeld.
Daarnaast is Kees Aarts in 1966 gedebuteerd in het Nederlands Elftal (tegen Oostenrijk). Aarts is via het Schaijkse DAW bij TOP terecht gekomen alwaar hij furore maakte. Uiteindelijk heeft Aarts van TOP de overstap gemaakt naar Willem II. Vanuit Willem II heeft hij vervolgens de stap naar ADO gemaakt. Bij de laatstgenoemde club debuteerde hij tevens in Oranje. Jan Ruijs is een keeper uit dezelfde generatie als Aarts, en speelde van 1955 tot 1961 bij TOP waarna hij zijn loopbaan vervolgde bij NEC Nijmegen. Ruijs was in deze periode ook keeper bij het Nederlandse militaire elftal.
Keeper Herman Teeuwen speelde van 1979 tot 1988 bij TOP. In die tijd kwam Teeuwen ook uit voor het Nederlands amateurvoetbalelftal. Na zijn periode bij TOP kwam Teeuwen ook nog uit voor RKC Waalwijk. Na zijn actieve spelers loopbaan was Teeuwen ook actief in de directie van TOP.
In het Frans Heesen Stadion is in het verleden een jeugdinterland gespeeld.

### Overige internationals
Enkele spelers die tijdens hun Osse dienstverband uitkwamen voor hun nationale elftallen zijn:
- Lorenzo Piqué, Genaro Snijders, Jorzolino Falkenstein, en Rodney Ubbergen zijn in 2014 allemaal opgeroepen voor de interland van Suriname tegen Trinidad en Tobago. Hiermee had TOP in 2014 dus vier internationals in de spelersgroep.[5]
- Seku Conneh heeft in 2015 als speler van TOP een interland gespeeld voor Liberia.
- Irvingly van Eijma debuteerde in 2016 als speler van TOP in het nationaal elftal van Curaçao. De in 2021 aangetrokken Roshon van Eijma speelt eveneens voor het Curaçaos voetbalelftal.
- Revy Rosalia en Ayrton Statie speelde in hun periodes bij TOP ook interlands bij het elftal van de Nederlandse Antillen.
- Ilounga Pata debuteerde in 2022 voor het Sint Maartens voetbalelftal.
- In de zomer van 2023 werd Jearl Margaritha in het nationaal elftal van Curaçao opgenomen. Daarnaast werd Joshua Sanches opgenomen in de selectie Suriname.